# Asiye Khanum Ezzeddin Qajar
Asiye Khanum Ezzeddin Qajar, död 1803, var mor till shah Fath-Ali Shah Qajar (regerande 1797-1834).  
Hon var gift med guvernör Hossein Qoli Khan Qajar. Hennes son efterträdde 1797 sin farbror som den andra shahen ur qajardynastin. Hon fick titeln Mahd-i Ulya. 
Hon fick som härskarens mor ansvaret för qajardynastins harem. Hennes son gav henne också ansvar för statskassan. När hennes andra son, Hossein Qoli Khan, utmanade sin bror om makten, fungerade hon som medlare mellan dem.
När hon avled ersatte hennes son henne med hennes slavinna Golbadan Baji, som hade fungerat som hennes assistent och visste hur haremet skulle skötas.